# Łyński Młyn
Łyński Młyn (niem. Lahnamühle) – osada w Polsce położona w województwie warmińsko-mazurskim, w powiecie nidzickim, w gminie Nidzica. Miejscowość wchodzi w skład sołectwa Łyna. W latach 1975–1998 miejscowość administracyjnie należała do województwa olsztyńskiego.
Osada leży tuż poniżej źródeł Łyny, przy granicy rezerwatu przyrody "U źródeł rzeki Łyny". Na terenie rezerwatu widoczne są także inne pozostałości gospodarki człowieka – fundamenty domku myśliwskiego oraz wały po dawnym stawie rybnym (pstrągowy). Obecnie przez Łyński Młyn oraz rezerwat przebiegają dobrze oznakowane szlaki turystyczne wraz z pomostami widokowymi oraz wiatami. Przy osadzie znajduje się parking (nieutwardzony), do którego prowadzi zabytkowa, brukowana droga. 

## Historia
Komtur Ostródy w roku 1387 nadał (na prawie chełmińskim) Henrykowi z Reszek młyn wodny w Łynie. Znajdowały się tu również folusze, wykorzystywane przez sukienników z Nidzicy. Łyński Młyn zachował pierwotny układ przestrzenny. W XIX w. do młyna należało 226 morgów ziemi, a w różnych latach było tu 2-4 domy z 15-20 mieszkańcami. W czasie I wojny światowej w okolicach toczyły się walki między wojskami niemieckimi i rosyjskimi. Część poległych pochowano na cmentarzu w Łynie oraz Orłowie.
W roku 1857 osada miała 13 mieszkańców.